# Arghandab
L'Argandāb o Arghandāb Rōd è un fiume dell'Afghanistan, lungo 400 km. Nasce nell'Hazarajat, presso la città di Ghazni, e scorre in direzione sud-ovest fino a confluire nel fiume Helmand, di cui è il maggior affluente, presso Lashkar Gah, 30 km a valle di Girishk.
Nella parte bassa del corso del fiume l'acqua viene ampiamente sfruttata per l'irrigazione e la valle è coltivata e popolata.
Non è chiaro se l'antico Arachotus sia riconducibile all'Arghandab o al suo principale affluente, il Tarnak, che gli scorre parallelo.
Le rovine a Ulan Robat, che si suppone rappresentino la città di Arachosia, sorgono nel suo bacino; il lago conosciuto come Ab-i-Istada, probabilmente il lago Arachotus, è vicino alla sorgente del Tarnak, sebbene non comunichi con questo. Sul Tarnak sorge una diga che ha la funzione di poter regolare l'irrigazione e nella stagione estiva diventa quasi asciutto.
Nel 2015 si è conclusa la prima fase del progetto per riattivare la diga di Dahla (31°50′58″N 65°53′19″E). Seconda diga più grande dell'Afghanistan e costruita nel 1952.

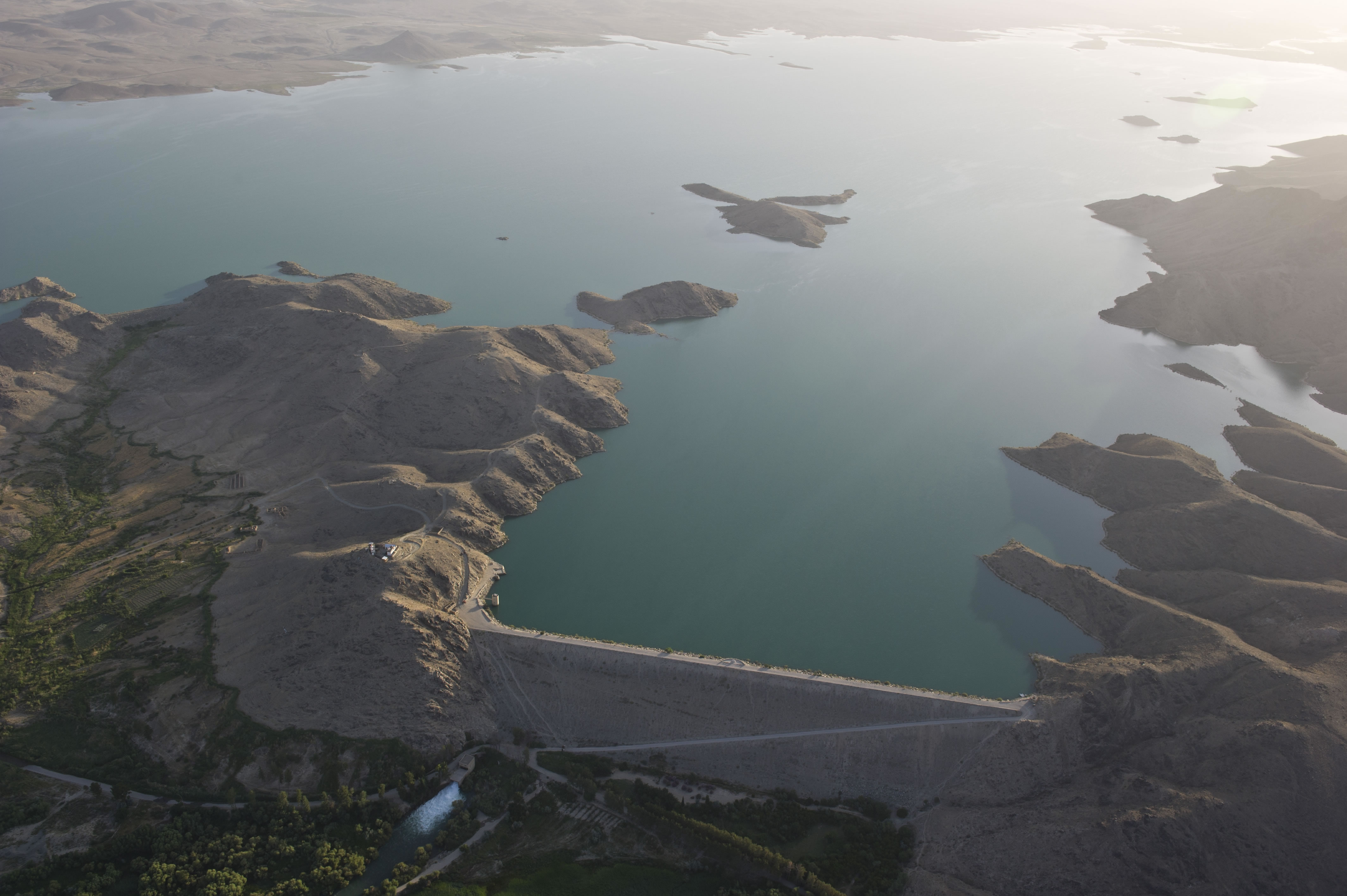
Veduta aerea della diga di Dahla (2012)